# (6156) Dall
(6156) Dall (1991 AF1) – planetoida z grupy pasa głównego asteroid okrążająca Słońce w ciągu 5,18 lat w średniej odległości 2,99 j.a. Odkryta 12 stycznia 1991 roku.